# Bowling Green (Floryda)
Beverly Beach – miasto w Stanach Zjednoczonych, w stanie Floryda, w hrabstwie Hardee.